# Bill Hill
Pour les articles homonymes, voir Hill.
William George Hill (7 août 1940 - 17 décembre 2021) , est un généticien et statisticien anglais. Il est professeur à l'Université d'Édimbourg ,. Il est crédité comme co-découvreur de l'effet Hill-Robertson avec son directeur de thèse, Alan Robertson (généticien) (en).

## Éducation
Hill fait ses études à la St Albans School, Hertfordshire et étudie l'agriculture au Wye College de l'Université de Londres, obtenant un baccalauréat ès sciences en 1961. Il étudie la génétique à l'Université de Californie à Davis, obtenant une maîtrise ès sciences en 1963, puis part à Édimbourg pour poursuivre un doctorat en génétique des populations avec Alan Robertson ,. Sa thèse présentée est intitulée "Etudes sur la sélection artificielle" . Il obtient un doctorat en sciences en 1976 pour ses recherches sur la génétique quantitative.

## Recherche et carrière
Hill se distingue pour ses contributions théoriques à l'étude de la génétique des populations et quantitative des populations finies, en particulier en ce qui concerne les problèmes multilocus . Il est le premier à présenter des formules pour l'association attendue de gènes liés dans des populations finies en raison d'un échantillonnage aléatoire de gamètes et pour l'estimation de ces associations à partir des fréquences génotypiques . Il apporte des contributions majeures à l'analyse de la variation quantitative dans les populations reproductrices aléatoires, à la fois dans la conception et l'interprétation d'expériences de sélection et dans l'analyse de la similarité entre parents. Il applique ces concepts dans ses propres expériences de sélection en laboratoire et dans des programmes d'amélioration des animaux de ferme .
Hill est rédacteur en chef des Actes de la Royal Society B de 2005 à 2009 ,.
Hill est élu membre de la Royal Society of Edinburgh en 1979, membre de la Royal Society (FRS) en 1985  et nommé OBE en 2004  . En 2018, il reçoit la médaille Darwin de la Royal Society pour ses recherches en génétique quantitative . En 2019, il reçoit la médaille Mendel de la Genetics Society lors de la conférence du centenaire de la génétique, pour sa contribution à la génétique quantitative .